# 8-й окремий стрілецький батальйон (Україна)

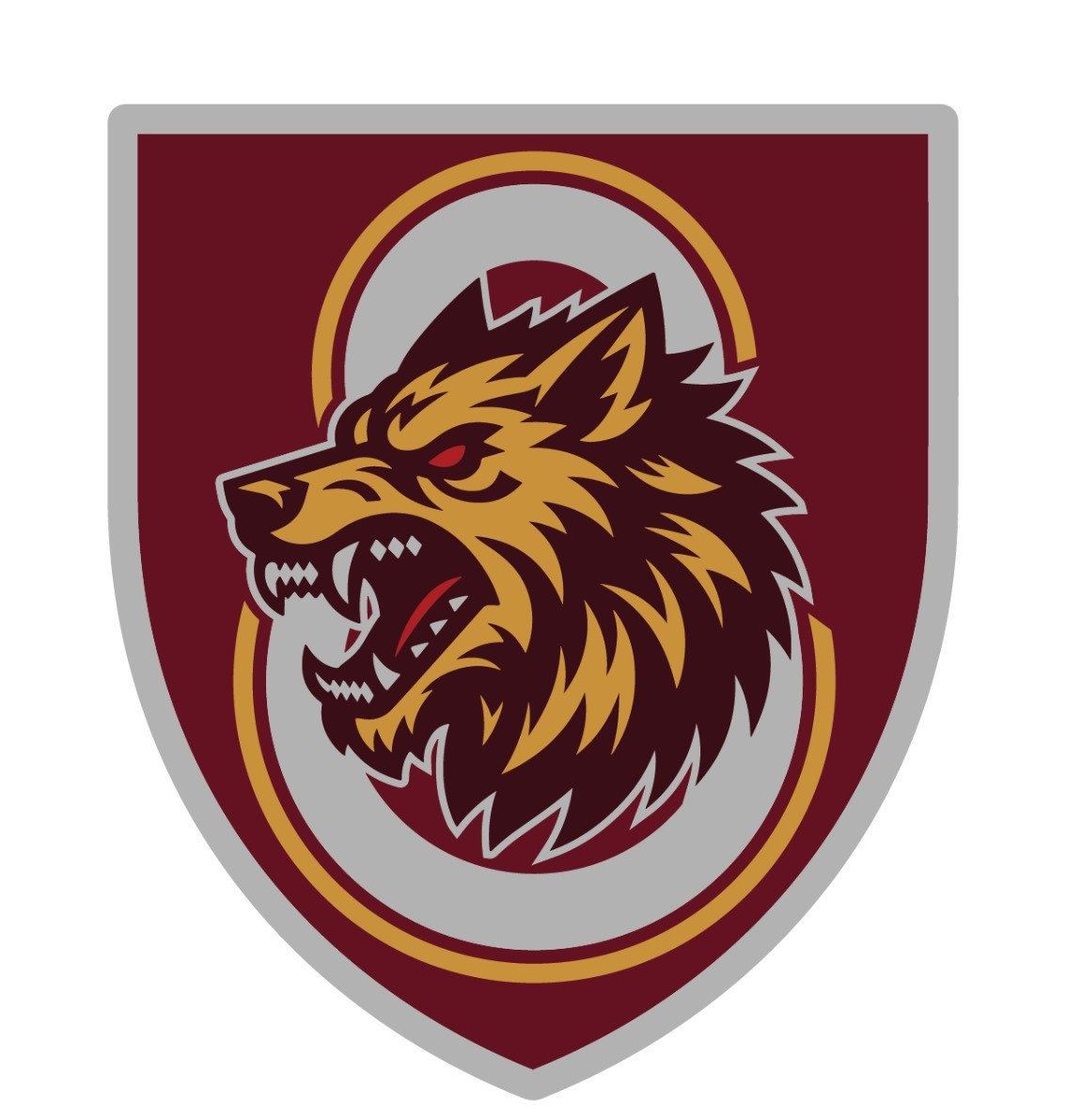

8-й окремий стрілецький батальйон (8 ОСБ) — 8-й окремий стрілецький батальйон (8 ОСБ) — стрілецький підрозділ у складі Збройних Сил України, сформований у перші дні повномасштабного вторгнення Росії в Україну. Брав участь в обороні Київщини, прикритті державного кордону на Сумщині, бойових діях на Донеччині, Луганщині та Харківщині.З 2024 року — у складі  Десантно-штурмових військ України.

### Історія формування
- 8-й окремий стрілецький батальйон був сформований 27 лютого 2022 року в місті Тетіїв, Білоцерківського району Київської області. Основу батальйону склали мобілізовані військовослужбовці — громадяни України, які добровільно стали до строю в найважчий для держави час. Формування підрозділу проходило в умовах воєнного стану та постійної загрози наступу на Київ.

## Бойовий шлях

### 2022 рік
- 2022 році — батальйон передислоковано в Броварський район Київської області, де він виконував бойові завдання з оборони підступів до столиці.  ·
- 2022 році — займає оборону на межі Чернігівської та Сумської областей.  ·
- 2022 році — батальйон тримав оборону державного кордону України в Сумської області.

### 2023 рік
- З лютого 2023 року —батальйон вів обороні дії поблизу н.п. Бахмут.

### 2024 рік
- З 2024 року — батальйон увійшов до складу ДШВ ЗСУ, що стало новим етапом у його розвитку.  ·
- в 2024 року — ротна тактична група батальйону брала участь у бойових діях на Покровському напрямку.

## Командування
підполковник ТОРБА Сергій Дмитрович з 2022року по березень 2023року.
підполковник ЛАВРОВ Євген Олександрович з 2023 року по червень 2024року.
підполковник ЛЕХ Євгеній  Вікторович з червня 2024 року по теперішній час.

## Втрати
- старший лейтенант      ПРОКОПЕНКО Сергій Володимирович         18.05.2022
- сержант     КАЛМИКОВ Віталій Юрійович   18.05.2022
- старший сержант         КРАЧУН Михайло Георгійович   22.06.2022
- солдат        СЕРПІНСЬКИЙ Володимир Вікторович        15.02.2023
- старший лейтенант      СУПОРОВСЬКИЙ Ігор Романович       16.02.2023
- солдат        ВОЙТА Максим Сергійович         23.02.2023
- матрос       ВОРОНЧУК Валерій Сергійович  23.02.2023
- старшина   МАНДЗЕУЛА Валентин Андрійович    24.02.2023
- солдат        ПРОКОПЧУК Роман Михайлович         24.02.2023
- молодший сержант      ПЕТРУШЕНКО Микола Іванович         10.03.2024
- старший солдат  КОЛІСНІЧЕНКО Роман Анатолійович  06.04.2024
- солдат        ОСАДЧЕНКО Ілля Віталійович    06.04.2024
- старший солдат  КОЗІК Олександр Олександрович         18.04.2024
- старший солдат  КИРИЧЕНКО Станіслав Валерійович   22.12.2024
- солдат        ПОКОТИЛО Олександр Валерійович   25.12.2024
- солдат        ШАНДИР Ігор Володимирович   25.12.2024
- солдат        ЛАШКІБА Олексій Юрійович       25.12.2024
- солдат        ІВАНОВ Володимир Миколайович       28.12.2024
- молодший сержант      ПОЛІЩУК Валерій Михайлович  27.01.2025
- солдат        ЮРЧЕНКО Юрій Ігорович  28.01.2025
- старший солдат  ГОДОВАНЕЦЬ Роман Васильович        19.03.2025